# Skåne (1697)
Skåne (68 kanoner) var ett svenskt linjeskepp, som byggdes 1697 under ledning av Charles Sheldon i Karlskrona. Hon deltog i expeditionen mot Danmark 1700 samt i sjöslagen vid Köge bukt 1710 och Rügen 1715. Ingick i den förenade flottan 1720–21 samt i finska flottan 1741.